# 龍泉寺 (高梁市)
龍泉寺（りゅうせんじ）は、岡山県高梁市成羽町下原にある真言宗善通寺派の寺院。山号は栖隆山。瀬戸内三十三観音霊場14番札所。

## 歴史
天平4年（730年）、行基が開創した。大同年間（806年 - 810年）には弘法大師が巡錫した。

## 境内
- 本堂
- 鐘楼門
- 不動堂

## 文化財
- 木造観世音菩薩立像（県指定文化財、平安時代）
- 木造南無太子立像（県指定文化財）
- 石造龍泉寺方柱碑（県指定文化財、元亨4年（1324年））